# Бен-Хур
„Бен Хур“ (на английски: Ben-Hur) е американски игрален филм - исторически епос, излязъл по екраните през 1959 година, режисиран от Уилям Уайлър с участието на Чарлтън Хестън, Джак Хокинс, Стивън Бойд, Хайа Харарит и Хю Грифит в главните роли. Сценарият, написан от Карл Тънберг, е адаптация по романа „Бен Хур: Една християнска притча“ от 1880 година на американския генерал и писател Лю Уолъс. С бюджет от 15 милиона долара „Бен Хур“ е най-мащабната кинопродукция за времето си. Грандиозните сцени, разработени с голям размах, превръщат филма в един от най-зрелищните епоси в американската кинематография. Произведението е римейк на едноименен ням филм от 1925 година, отново на студиото „Метро-Голдуин-Майер“, който също е голям хит за онези години.

## Сюжет
Филмът ни отвежда в Йерусалим от библейските времена по времето на Христос. Двама приятели от детските години - Юда бен Хур (Хестън), богат юдейски благородник, и Месала (Стивън Бойд), поданик на Римската империя и предводител на римския гарнизон в крепостта Антония – се оказват привърженици на различни идеологии. В резултат Юда е изпратен в робство от силния на деня Месала. Той обаче ще успее да се освободи и да се завърне готов за реванш. Във филма са участвали повече от 200 камили и около 2500 коня.

## В ролите
| Актьор         | Роля                                                    |
| -------------- | ------------------------------------------------------- |
| Чарлтън Хестън | Юда бен Хур, богат юдейски принц и търговец в Йерусалим |
| Джак Хокинс    | Квинт Арий, римски консул                               |
| Стивън Бойд    | Месала, приятел от детството на Бен Хур, римски поданик |
| Хайа Харарит   | Естир, дъщеря на Симонид                                |
| Хю Грифит      | шейх Илдерим, арабски шейх                              |
| Марта Скот     | Мириам, майката на Бен Хур                              |
| Кати О'Донъл   | Тирза, сестра на Бен Хур                                |
| Сам Яфе        | Симонид, верен роб и иконом на семейството на Бен Хур   |
| Финли Къри     | Валтасар, един от тримата влъхви                        |
| Франк Тринг    | Пилат Понтийски                                         |
| Терънс Лонгдън | Друз                                                    |
| Джордж Релф    | Тиберий, римски император                               |
| Андре Морел    | Секст                                                   |

## Награди и номинации
„Бен Хур“ е големият победител на 32-рата церемония по връчване на наградите „Оскар“, където е номиниран за отличието в цели 12 категории, печелейки 11 от тях, включително призовете за най-добър филм, най-добър режисьор за Уилям Уайлър и най-добри мъжки главна и поддържаща роли съответно за Чарлтън Хестън и Хю Грифит. Филмът подобрява рекорда на „Джиджи“ от предходната година, който спечелва 9 статуетки „Оскар“. Произведението е удостоено и с награди „Златен глобус“ за най-добър драматичен филм, най-добър режисьор и най-добър актьор в поддържаща роля за Стивън Бойд.
През 2004 година „Бен Хур“ е избран като културно наследство за опазване в Националния филмов регистър към Библиотеката на Конгреса на САЩ.

## Галерия
| Чарлтън Хестън (Юда бен Хур) награда „Оскар“ за главна мъжка роля | Стивън Бойд (Месала) награда „Златен глобус“ за поддържаща мъжка роля | Джак Хокинс (Квинт Арий) | Хайа Харарит (Естир) | Хю Грифит (шейх Илдерим) награда „Оскар“ за поддържаща мъжка роля |
| ----------------------------------------------------------------- | --------------------------------------------------------------------- | ------------------------ | -------------------- | ----------------------------------------------------------------- |
|                                                                   |                                                                       |                          |                      |                                                                   |

## „Бен Хур“ В България
През 2004 г. Канал 1 излъчва филма с български дублаж за телевизията. Екипът се състои от:
| Преводач            | Людмила Верих                                                                                    |
| Редактор            | Анета Данчева-Манолова                                                                           |
| Тонрежисьор         | Габриела Жекова                                                                                  |
| Режисьор на дублажа | Мария Попова                                                                                     |
| Озвучаващи артисти  | Ани Василева Милена Живкова Светлана Смолева Владимир Пенев Илия Иванов Ивайло Велчев Марин Янев |